# Colonia Emiliano Zapata, Villa de Arriaga
Colonia Emiliano Zapata är en ort i Mexiko.   Den ligger i kommunen Villa de Arriaga och delstaten San Luis Potosí, i den centrala delen av landet, 400 km nordväst om huvudstaden Mexico City. Colonia Emiliano Zapata ligger 2 153 meter över havet och antalet invånare är 539.
Terrängen runt Colonia Emiliano Zapata är en högslätt, och sluttar norrut. Runt Colonia Emiliano Zapata är det ganska glesbefolkat, med 34 invånare per kvadratkilometer. Närmaste större samhälle är Colonia la Laborcilla, 8,9 km sydväst om Colonia Emiliano Zapata. Omgivningarna runt Colonia Emiliano Zapata är i huvudsak ett öppet busklandskap.